# Sí
| Recensione | Giudizio |
| ---------- | -------- |
| AllMusic   |          |

Sí è il terzo album della cantante messicana Julieta Venegas, pubblicato il 2 maggio 2003. Dall'album sono stati estratti i singoli Andar conmigo, Lento, Algo está cambiando e Oleada.

## Tracce
1. Lento – 4:03
2. Andar conmigo – 3:17
3. Algo está cambiando – 4:04
4. A tu lado – 3:20
5. Lo que pidas – 3:20
6. Mala memoria – 3:06
7. Nada serio – 3:51
8. Donde quiero estar – 3:05
9. Alguien – 3:44
10. Oleada – 3:13

## Classifiche
| Classifica (2003)       | Posizione massima |
| ----------------------- | ----------------- |
| Spagna                  | 96                |
| Classifica (2005)       | Posizione massima |
| Stati Uniti (Top Latin) | 23                |
| Stati Uniti (Latin Pop) | 4                 |